# 大マルケッラ
クラウディア・マルケッラ（CLAVDIA C.F. MARCELLA MAIOR / Claudia C.f. Marcella Major, 紀元前41年 - ?）は、ユリウス＝クラウディウス朝の皇族女性。アウグストゥスの姪にあたる。同名の妹（小マルケッラ）がおり、区別して大マルケッラと呼ぶ。
紀元前28年にアウグストゥスの側近マルクス・ウィプサニウス・アグリッパと結婚、そして娘ウィプサニア・マルケッラを出産する。しかしアグリッパがアウグストゥスの娘大ユリアと結婚するために、離婚させられる。
次に、ユッルス・アントニウス（マルクス・アントニウスとフルウィアの息子）と結婚する。この結婚で息子ルキウス・アントニウスと娘ユッラ・アントニアをもうける。

## 家族
- ガイウス・クラウディウス・マルケッルス・ミノル：父
- 小オクタウィア：母（アウグストゥスの姉）
- マルケッルス：兄
- 小マルケッラ：妹